# تجمعات الشباب الشيوعي
تجمعات الشباب الشيوعي هي منظمة شبابية ماركسية-لينينية إسبانية تابعة لـ حزب العمال الشيوعي الإسباني. لقد تم نشر «الحبر الأحمر» منذ عام 2007.

## التاريخ
تأسست المنظمة في 13 يناير 1985، بعد وقت قصير من تأسيس حزب العمال الشيوعي الإسباني، كمنظمة شبابية.
في مناطق معينة تغير المنظمة اسمها وفقًا للغة الوطنية للإقليم، على سبيل المثال في كتالونيا هم الشباب الشيوعي للشعب الكتالوني، وفي بلاد الباسك هم الشباب الشيوعي للشعب الباسكي.
في الوقت الحاضر تتمتع بحضور ثابت في معظم مناطق إسبانيا، وبعد المؤتمر السادس في عام 2005 نمت بشكل كبير. يشاركون في الاتحاد العالمي للشباب الديمقراطي، وفي اجتماعات دولية أخرى.
يديرون العديد من الأنشطة السنوية مثل مدرسة التشكيل المركزي «تريفون ميدرانو»، أو لواء التضامن لكوبا «أنطونيو جاديس».